# Georg von Hesberg (Gesandter)
Georg Carl Friedrich Ferdinand Louis von Hesberg (* 29. Juli 1819 in Kassel; † 21. August 1873 in Bettenhausen (Kassel)) war  kurhessischer Kammerherr, Gesandter zum Frankfurter Bundestag sowie Mitglied der kurhessischen Ständeversammlung.

## Leben
Georg von Hesberg wurde als Sohn des hessischen Offiziers Heinrich Justin von Hesberg (1785–1827) und dessen Ehefrau Dorothea Marianne Caroline von Eschwege (1792–1856) geboren.
Er war als Kammerherr einer der höchsten Beamten des Landes und als Unterstaatsprokurator in Hanau tätig, als er 1852 ein Mandat für die Erste Kammer der kurhessischen Ständeversammlung erhielt. Er war für den Fürsten von Ysenburg-Büdingen und als Vertreter der Ritterschaft des Schwalmstroms in dem Parlament, welches nach den Unruhen im Jahre 1830 zum Zweck der Beratung und Verabschiedung einer Verfassung gebildet wurde und bis 1866 Bestand hatte, als das Land Hessen durch Preußen annektiert wurde. Sein Mandat endete 1862.
Beim Frankfurter Fürstentag, der vom 17. August bis zum 1. September 1863 tagte und über die Reform des Deutschen Bundes beriet, war von Hesberg als Legationsrat und Gesandter tätig.
Hessen wurde durch Kurfürst Wilhelm I. von Hessen-Kassel, Großherzog Ludwig III. von Hessen-Darmstadt und Herzog Adolph von Nassau repräsentiert. 

### Familie
1820 wurde die Familie Hesberg in die Althessische Ritterschaft aufgenommen. Ihr entstammten u. a. die Generäle Georg von Heßberg, Ludwig von Heßberg und Karl Christoph Wilhelm von Hessberg (Gebrüder des Vaters von Georg).
Sein Bruder Louis von Hesberg war General der Kavallerie.
Georg von Hesberg war mit Anna Marie Amalie Fabricius (1837–1888) verheiratet. Aus der Ehe ist der Sohn Emil Georg Jean Heinrich Louis Ernst (* 1862, Premierleutnant) hervorgegangen.